# Liste der geschützten Landschaftsbestandteile in Kaufbeuren
In Kaufbeuren gab es im Februar 2023 einen ausgewiesenen geschützten Landschaftsbestandteil.

## Geschützte Landschaftsbestandteile
| Wertach-Auen bei Hirschzell                    | BW | LB-01455 | Kaufbeuren Zwei Teilflächen: | ⊙ | 4,94 | 5. Apr. 1995 |
| Legende für Geschützter Landschaftsbestandteil |    |          |                              |   |      |              |